# Sidi Makhlouf
Sidi Makhlouf (em árabe: سيدي مخلوف) é uma cidade e comuna localizada na província de Laghouat, Argélia. Segundo o censo de 2008, a população total da cidade era de 12 292 habitantes.